# Tuitate Iwa
Tuitate Iwa är en kulle i Antarktis. Den ligger i Östantarktis. Norge gör anspråk på området. Toppen på Tuitate Iwa är 1 872 meter över havet.
Terrängen runt Tuitate Iwa är platt åt nordost, men åt sydväst är den kuperad. Trakten är obefolkad. Det finns inga samhällen i närheten. 